# Muhammad Ridwan
Muhammad Ridwan (Semarang, 8 luglio 1980) è un calciatore indonesiano, centrocampista dello PSIS Semarang.

## Caratteristiche tecniche
Esterno destro, può giocare anche come esterno sinistro o come terzino destro.

## Carriera

### Club
Comincia a giocare allo PSIS Semarang. Nel 2003 passa al Pelita Jaya. Nel 2004 si trasferisce al Persegi Gianyar. Nel 2005 viene acquistato dallo PSIS Semarang. Nel 2008 si trasferisce al Pelita Jaya. Nel 2010 viene acquistato dallo Sriwijaya. Nel 2013 passa al Persib. Nel 2016 torna allo Sriwijaya. Nel gennaio del 2017 viene acquistato dallo PSIS Semarang.

### Nazionale
Ha debuttato in nazionale il 23 agosto 2006, nell'amichevole Malesia-Indonesia (1-1). Ha messo a segno la sua prima rete con la maglia della Nazionale il 21 novembre 2010, nell'amichevole Indonesia-Timor Est (6-0), in cui ha siglato la rete del momentaneo 1-0. Ha partecipato, con la Nazionale, alla Coppa d'Asia 2007. Ha collezionato in totale, con la maglia della Nazionale, 43 presenze e 5 reti.